# 雅達利
雅達利（英語： /əˈtɑːri/，NASDAQ：ATAR）是一个品牌名称，自1972年成立以来被多个实体拥有，目前由法國遊戲發行商雅達利SA（原英寶格）的子公司雅達利互動公司（Atari Interactive, Inc.）持有。最初的雅达利有限公司（Atari, Inc.）是由诺兰·布什内尔和泰德·达布尼於1972年在美國加利福尼亚州森尼韦尔成立，亦是街機、家用電子遊戲機和家用电脑的早期拓荒者。不少諸如《乓》、《爆破彗星》等的經典早期電腦遊戲的發行，使雅達利在電子遊戲歷史上舉足輕重。經典遊戲主機為1977年發行的雅達利2600。

## 歷史

### 雅达利有限公司時期（1972年－1984年）

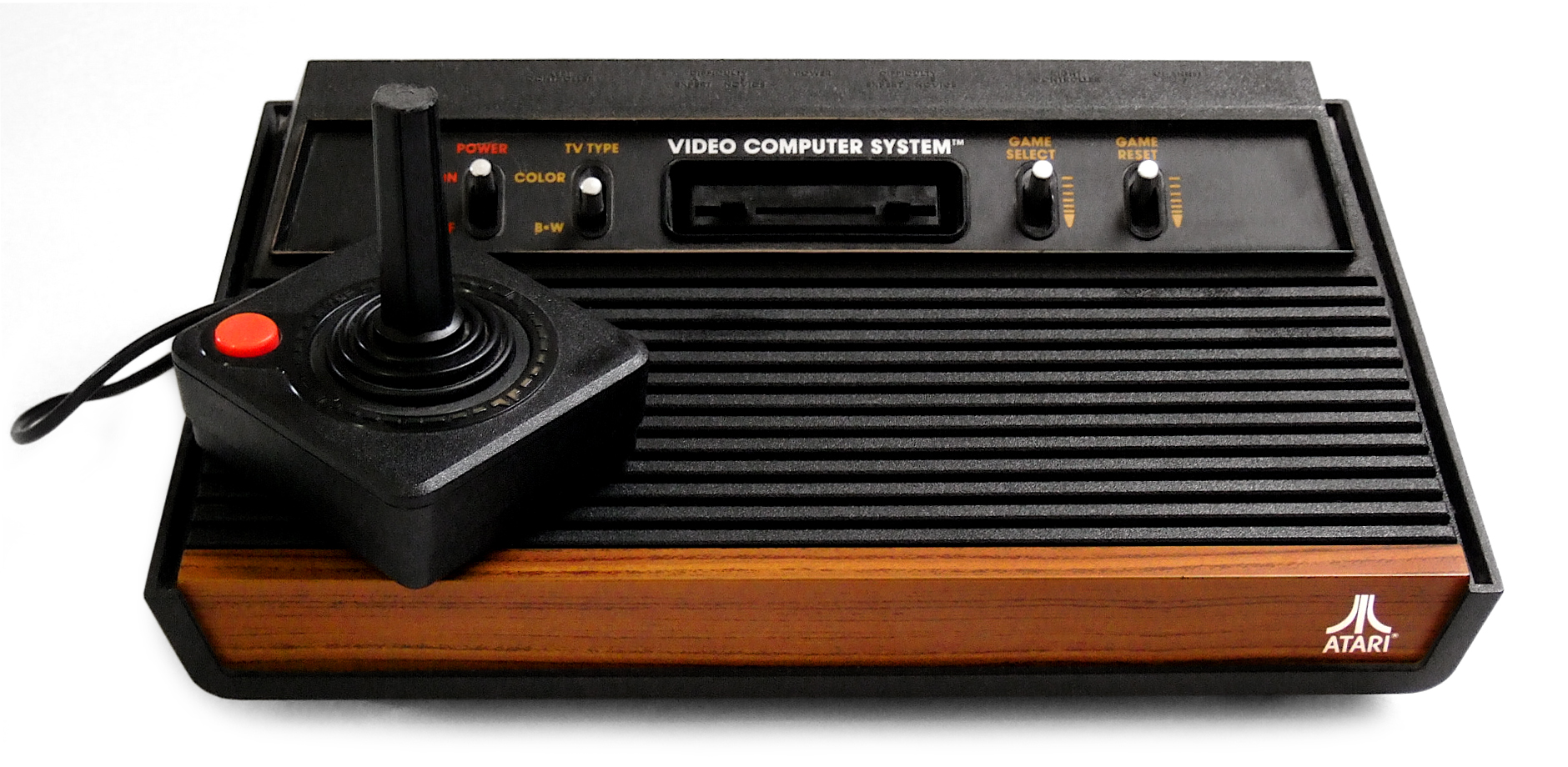
Atari第三版本的雅達利2600，在1980到81年間發售。

拉夫·亨利·贝尔在1967年率领团队开发出“棕盒子”电视游戏机，并与Magnavox合作推出米罗华奥德赛游戏机。雅達利的创办者诺兰·布什内尔看到奥德赛大卖，从而产生制作游戏机的想法。布什内尔和一位名为泰迪·达布尼（Ted Dabney）的同事在1972年6月27日创建了雅达利有限公司。公司的名字来源于日语中的围棋用语“当たり”，與中文中的“叫吃”或“打吃”是同義。雅达利公司的王牌产品自然还是乒乓游戏，除此以外公司还开发了空间赛跑、篮板球、拥抱我、超Pong等投币游戏机。

雅達利和Magnavox因为《乓》的版权问题发生法律纠纷，为此公司不得不向Magnavox支付一笔费用。同时根据协议，Magnavox公司将在在一年时间内拥有雅达利所有产品的版权。因此雅达利在晚些时候才推出其第二代家庭游戏机VCS（Video Computer System,电视电脑系统）。改型游戏机的最大优点在于提供了多款游戏，而不像之前的产品那样一台游戏机只有一款游戏可玩。由于开发游戏机需要大量的资金，布什内尔在1976年将雅达利公司以2600万美元的价格卖给了华纳通讯公司（Warner Communications），因此得到了1亿美元的追加投资。1977年10月，雅达利2600型游戏机上市。1978年中，日本的太東公司发行了《太空侵略者》游戏，侵占了雅达利不小的市场份额，雅达利后来直接将游戏版权买下推出街机游戏。在1979年的圣诞节中，2600游戏机成为最受欢迎的礼物之一。由于总公司的安排，1979年由雷·卡萨尔（Ray Kassar）接管了布什内尔的职务。在其掌管雅达利期间，为了抗衡苹果公司的apple个人计算机，雅达利曾开发了8位的计算机雅达利400/800，运用在该系列计算机上的SIO（Serial I/O）系统几乎就是USB系统的雏形。1981年雅达利的年销售额达到10亿美元。

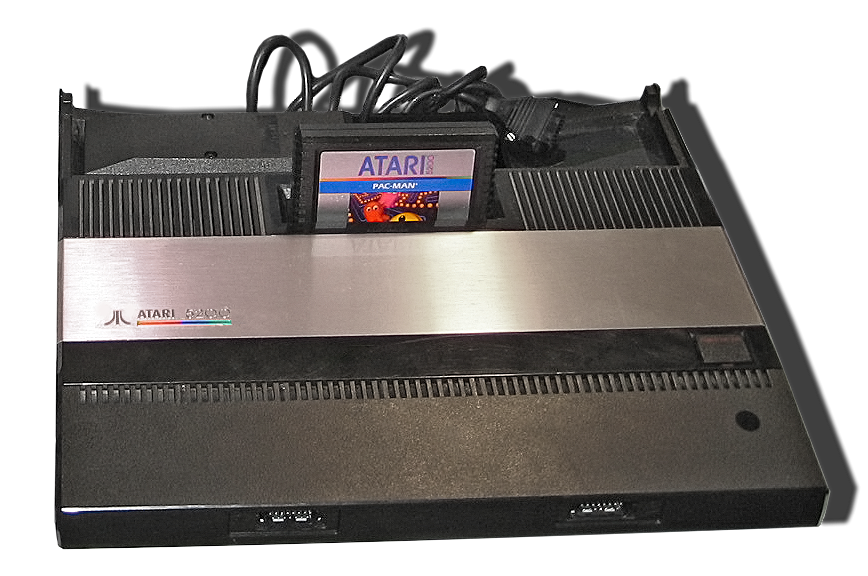
雅达利5200

1982年时雅达利又推出了新型的雅达利5200游戏机，可是该型游戏机问题重重，上市之前测试人员发现它的360度全向操纵器极易损坏，为此不得不设计新的操纵器。而即便是新控制器，也存在着摇杆离开中心位置后不能自动复位的重大问题。此外，该游戏机并没有提供新的游戏，同时还不能和2600游戏机相兼容。同时，雅达利还将街机平台上的吃豆人游戏移植到家用机上，花高价买下电影《E·T》的版权并将其改编为游戏。但是因吃豆人移植完成度極差，E.T遊戲則是粗製濫造，而给公司带来了巨大的亏损。隨著1983年美國遊戲業大蕭條，雅達利開始尋求買家，任天堂公司曾考虑过就红白机的代理和生产同雅达利合作，但由于有意于此的雷·卡萨尔离职和其他原因，这一谈判最终没有取得任何结果。在巨额亏损的刺激之下，雅达利开始大举裁员。此举并没有挽回局面，1984年7月2日雅达利有限公司被卖给了Trame科技有限公司，公司名也被改为雅达利公司（Atari Corporation）。

### 雅达利公司/JTS公司時期（1984年－1998年）

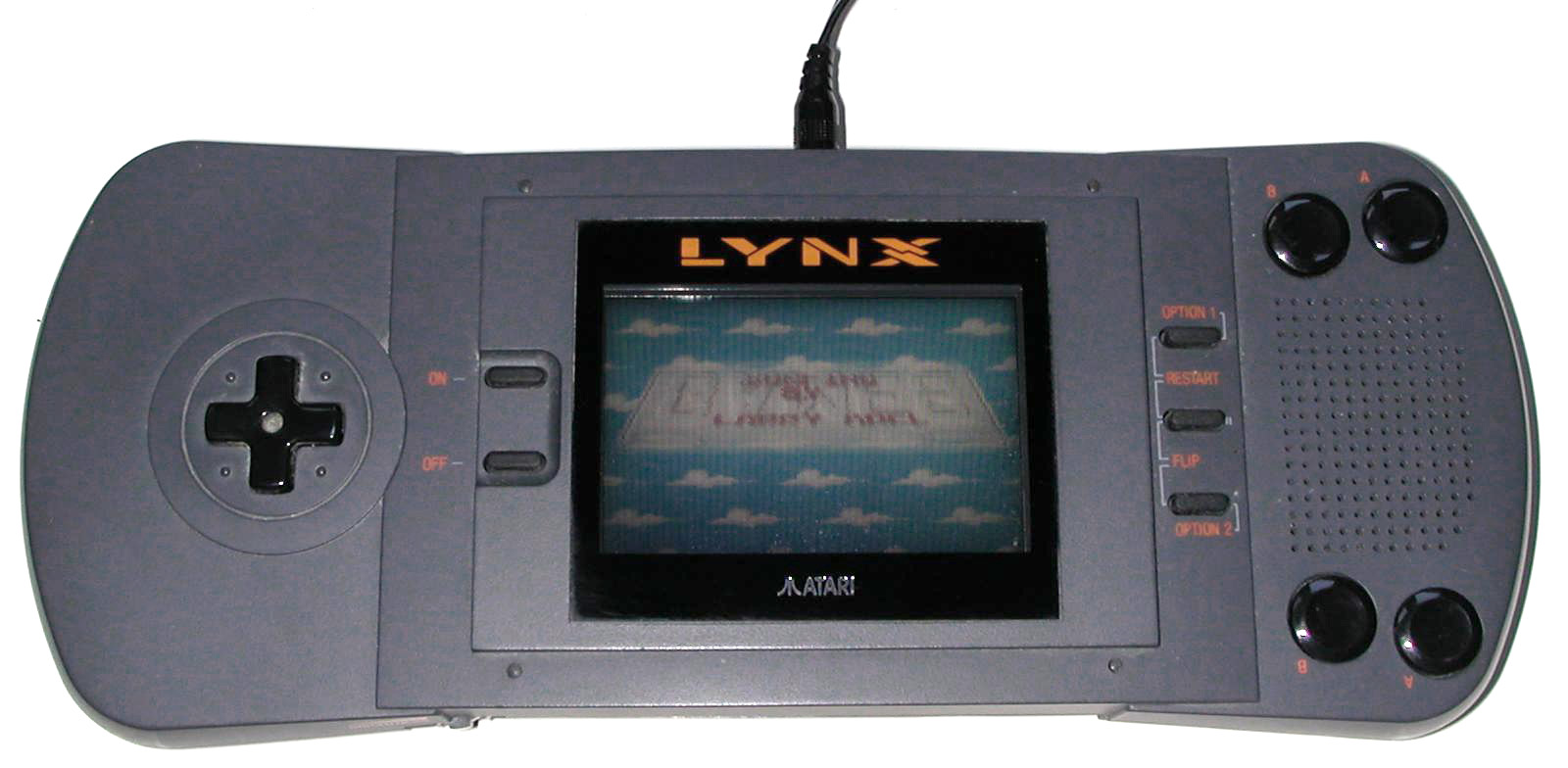
LYNX掌机

被出售后的雅达利公司放弃了家用游戏产业，转而投向个人电脑，不过其街机业务并没有停止（主要由雅達利遊戲負責）。1985年雅达利推出了取代XL系列个人电脑的XE系列。之后，又推出了采用摩托罗拉68000处理器，拥有512KB内存的ST系列。1986年，新型遊戲主机雅达利7800面世，该主机差不多就是用控制器替换了键盘的雅达利电脑。由于缺乏优秀游戏，新主机没有多少建树。1987年，以生产雅达利PC-1为开端，雅达利又成为众多生产IBM PC兼容机公司中的一员。进入90年代，雅达利又开始重返游戏机市场。通过购买下一家名为Epyx的公司，1989年雅达利推出了世界上第一台彩色游戏掌机LYNX，该游戏机还支持多人联网对战。1993年，雅达利开发了32位的美洲豹和64位的美洲虎游戏主机，为了集中力量，雅达利最终只将美洲虎推向了市场，该游戏主机由IBM负责制造，甚至还附带了通过卡带插槽和主机连接的CD机。但是因为游戏开发难度过高，没有高质量的游戏支持，操纵杆使用不够方便，加上世嘉土星和索尼PS的夹击，美洲虎很快就败下阵来。1996年，雅达利被一家不起眼的硬盘制造商JT Storage（JTS）公司并购。

### 孩之宝分部時期（1998年－2001年）
1998年3月3日，JTS公司又以5百万美元的价格将雅达利卖给了孩之宝公司。作为孩之宝互动娱乐部门的雅达利，只是为PC机和PS (PlayStation) 开发一些游戏软件而已，孩之宝并没有任何开发游戏主机的计划。2001年雅达利又被卖给了法国公司英寶格。

### 英宝格/雅達利SA時期（2001年至今）
2003年，英宝格将其美国公司改名为雅達利互動（Atari Interactive）并改用雅达利的商标，将其欧洲公司改名为雅达利欧洲（Atari Europe），总公司的名字保持不变。2004年，雅达利还推出过7800的复刻型Flashback游戏机。2008年，英宝格斥资1100万美元购买了剩余的雅达利股份，雅达利成为其全资子公司。2009年7月8日，萬代南夢宮遊戲歐洲公司（NAMCO BANDAI Games Europe S.A.S.）宣佈，已完成併購雅达利全球PAL區配銷業務的所有程序，新公司定名為万代南梦宫伙伴（Namco Bandai Partners），為包括萬代南夢宮遊戲與雅达利在內的全球主要遊戲軟體發行公司提供全球（日本與北美地區除外）銷售服務。
2013年1月21日雅達利公司與其3家子公司雅達利互動、Humongous Inc.與California U.S. Holdings Inc. 日前向美國法院申請了破產保護，他們希望以此來脫離法國母公司雅達利SA，免受後者債務所帶來的困擾。
2017年 在E3電玩展上雅达利宣布重出江湖，命名為Ataribox （页面存档备份，存于）。该主机有可能是打怀旧牌，但它并不支持雅达利游戏卡带。

## 产品
| - 硬件 - 投币街机 - 乓 - 爆破彗星 - 家用游戏机 - 乓游戏机 - 雅达利2600 - 雅达利5200 - 雅达利7800 - 雅达利Jaguar - 雅达利Jaguar CD - Atari VCS（代號為Ataribox） - 便携掌机 - LYNX - 个人电脑 - 雅达利400/800型 - 雅达利XL系列 - 雅达利XE系列 - 雅达利ST系列 - 雅达利PC机 | - 软件 - 家用游戏机游戏 - 运河大战 - 潜艇救人 - 打螃蟹 - 拳击 - 机器人大战 - 警察捉小偷 - 高尔夫球 - 排球 - E·T外星人 |